# جون جوزيف برادي
جون جوزيف برادي (بالإنجليزية: John Joseph Brady)‏ هو كاتب سير وصحفي أمريكي، ولد في 1942.